# Literaturhaus Salzburg

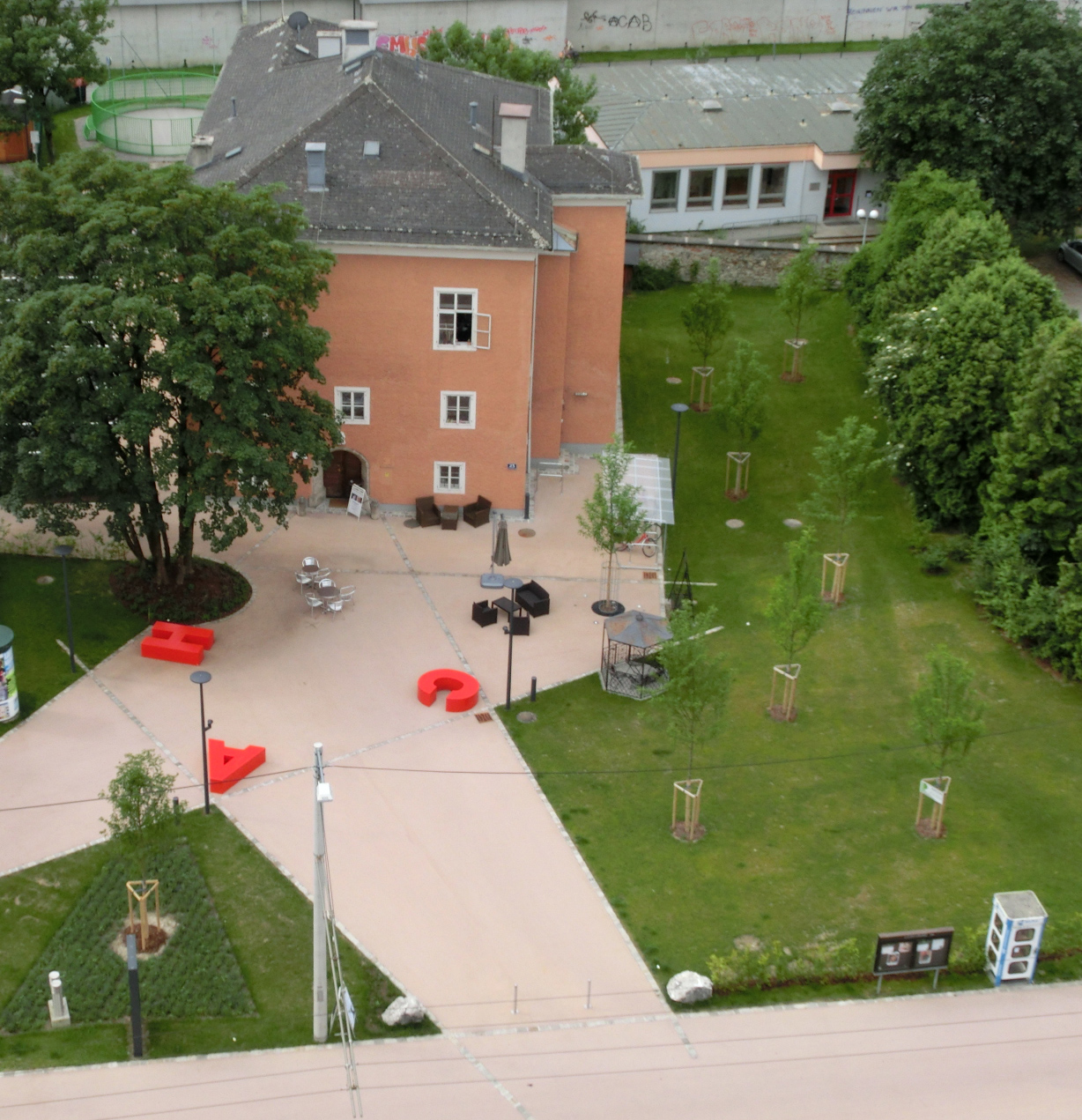
Das Literaturhaus Salzburg mit dem H.C.Artmann-Platz

Das Literaturhaus Salzburg ist ein seit 1991 bestehendes Literaturhaus für österreichische und internationale Gegenwartsliteratur und gilt als eine der größten Literatureinrichtungen im deutschen Sprachraum. Es ist Veranstaltungsstätte, Sitz von mehreren Literatureinrichtungen, die zwei Literaturzeitschriften und eine Buchedition publizieren, und sieht sich als Treffpunkt mit breitem Angebot und vielfältigem Service. Getragen wird das Haus vom Verein „Salzburger Literaturhaus Eizenbergerhof“.

## Geschichte
Das Literaturhaus Salzburg wurde am 13. Oktober 1991 im  Eizenbergerhof, dem ältesten Gebäude im Salzburger Stadtteil Lehen, eingerichtet. 1904 war das Haus mit wechselvoller Geschichte – urkundlich erstmals erwähnt um 1600 – von der Stadt Salzburg erworben, wurde in den 1980er Jahren renoviert und anschließend der Literatur zur Verfügung gestellt. 1994 wurde der Trägerverein Salzburger Literaturhaus Eizenbergerhof von Autoren, Verlegern und Literaturvermittlern gegründet. Entscheidend wirkte dabei der österreichische Dichter und Büchnerpreisträger H. C. Artmann mit, der auch im Vorstand für Öffentlichkeitsarbeit zuständig war. Nach seinem Tod wurde auf Vorschlag des Literaturhauses der Platz davor von der Stadt offiziell als H. C. Artmann-Platz benannt (Platz-Eröffnung im Juni 2015), seit 2008 vergibt der Literaturhaus-Leiter gemeinsam mit der Stadt Salzburg jährlich das H.C. Artmann-Stipendium. Zum Gedenken an Helena Adler rief das Literaturhaus 2024 den Helena-Adler-Preis ins Leben.

## Struktur
Träger des Hauses ist der Verein „Salzburger Literaturhaus Eizenbergerhof“. Fixer Bestandteil des Literaturhauses sind von Beginn an fünf bestehende Literatureinrichtungen: der Verein Salzburger Literaturforum Leselampe (gegründet 1968), die Salzburger Autorengruppe (seit 1981), die Salzburger Zweigstelle der Grazer Autorenversammlung (seit 1987), erostepost (seit 1987) und der Verein prolit (gegründet 1988). Die eingemieteten Literatureinrichtungen sind autonom in Budget und Programm. Der Trägerverein „Salzburger Literaturhaus Eizenbergerhof“ ist Hauptmieter des historischen Gebäudes, verantwortlich für Infrastruktur, Werbung, Kartenreservierung etc., und betreibt die hauseigene Bibliothek und Mediathek sowie ein Café, das seit 2008 nach H. C. Artmann als „h.c.café“ benannt ist. Der Verein Literaturhaus ist der größte Veranstalter im Literaturhaus, das monatliche Programm wird von allen Literaturveranstaltern im Literaturhaus sowie durch Vermietungen gestaltet. Besonderer Wert wird auf die lebendige Literaturvermittlung gelegt – gemäß dem Motto des Hauses „wo das Leben zur Sprache kommt“.

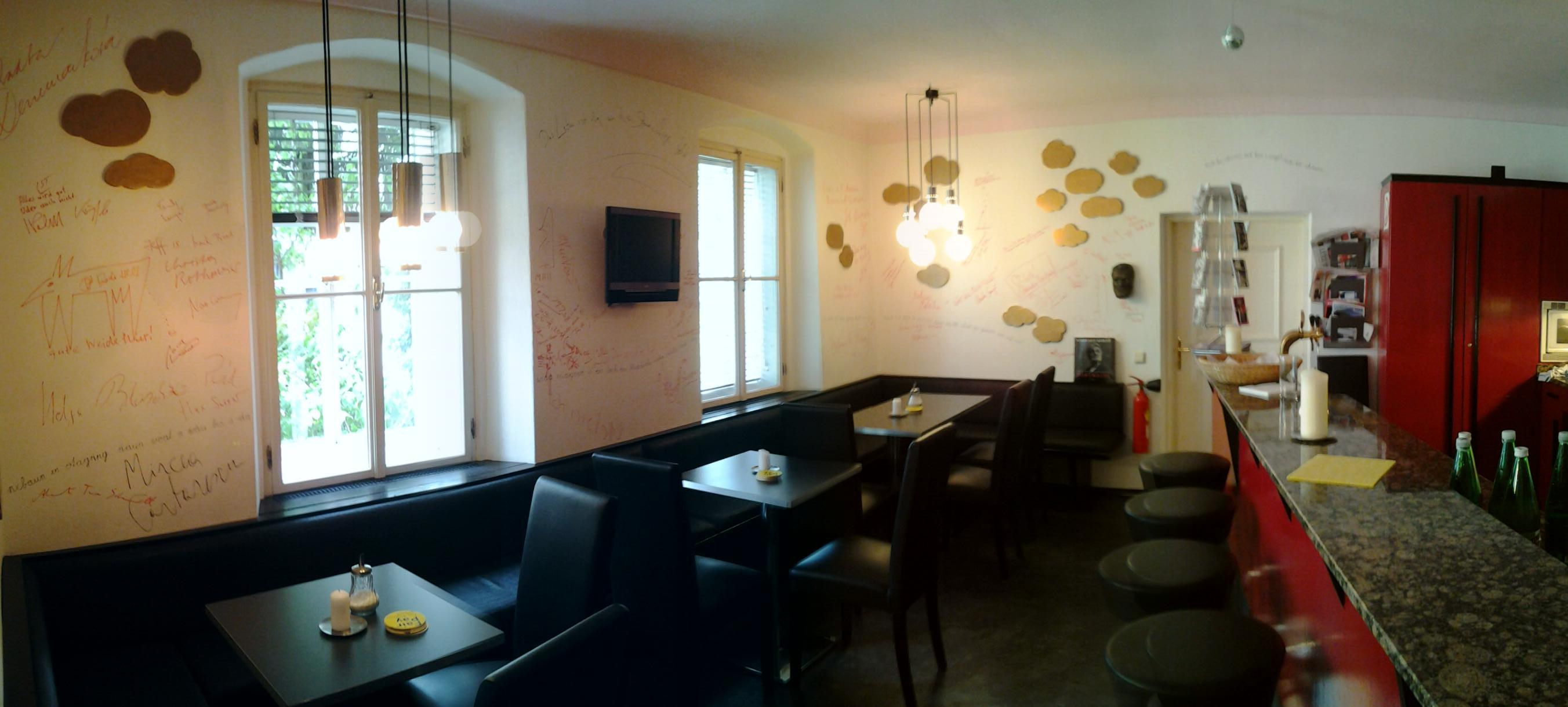
Café des Literaturhauses

Erster Literaturhaus-Leiter war der Musiker und Filmemacher Harald Friedl (1991–1993). Seit Sommer 1993 leitet der ehemalige ORF-Literaturredakteur Tomas Friedmann das Literaturhaus, 1994 wurde er auch Geschäftsführer des neu gegründeten Vereins „Salzburger Literaturhaus Eizenbergerhof“, der Haus und Liegenschaft von der Stadt Salzburg anmietet (seit 2013 ist Friedmann im dreiköpfigen Vorstand des Netzwerks der Literaturhäuser in Deutschland, Österreich und der Schweiz; außerdem engagiert er sich für die Vernetzung der österreichischen Häuser der Literatur sowie beim Aufbau eines Netzwerks europäischer Literaturhäuser). Der fünfköpfige Salzburger Literaturhaus-Vorstand besteht aus Mitgliedern der Salzburger Literaturszene. Der Verein besteht aus rund 550 Mitgliedern und Förderern, wird von der öffentlichen Hand (Stadt und Land Salzburg sowie dem Kulturministerium in Wien) finanziell unterstützt und erwirtschaftet selbst einen Teil des Budgets in erster Linie durch Veranstaltungen, Projekte und Vermietungen.

## Zweck
Der Verein „Salzburger Literaturhaus Eizenbergerhof“ wurde 1994 mit dem Zweck gegründet, die Gegenwartsliteratur des In- und Auslandes sowie den öffentlichen und interdisziplinären Diskurs über Literatur zu fördern. Diese Ziele verwirklichen Programmleitung und Team durch Literaturförderung, Autorenförderung, Leseförderung und durch die Bereitstellung von Räumlichkeiten für Literaturgruppen. Besonderes Augenmerk wird auf die lebendige und engagierte Vermittlung von Literaturen und Sprachen und den kritischen Diskurs gelegt – mit dem Anspruch, möglichst viele Altersgruppen und soziale Schichten anzusprechen. Konkret passiert die Literaturvermittlung des Vereins Literaturhaus über (mitunter mehrsprachige) Lesungen und Diskussionsveranstaltungen, (Literatur-)Ausstellungen, das „Junge Literaturhaus“ (Kinderprogramm, Aktivitäten für Jugendliche, Workshops, Fortbildungsveranstaltungen für Lehrer, Projekte) und interdisziplinäre Veranstaltungsformen sowie durch Kooperationen mit Medien, Verlagen und anderen Kulturveranstaltern.
Die einzelnen Einrichtungen im Haus haben unterschiedliche Zielsetzungen, gemeinsam ist allen das Bemühen um die Förderung der Gegenwartsliteratur. Im Zentrum der Aktivitäten des „Literaturforums Leselampe“ steht die Begegnung zwischen Autoren und Lesern, die Vermittlung von Literatur wird über Lesungen, ein monatliches Literaturfrühstück, Literaturfahrten, Schreibwerkstätten etc. gefördert. Die „Salzburger Autor*innen-Gruppe“ organisiert für ihre Mitglieder unter anderem themenbezogene Gemeinschaftslesungen, berät Autoren und bietet eine Plattform für die literarische Basis Salzburgs. Die „Grazer Autorenversammlung/Salzburg“, das Regionalbüro der GAV (gegründet 1973, Sitz: Wien), setzt sich auch in Veranstaltungen mit kulturpolitischen Themen auseinander und fördert ihre in Stadt und Land Salzburg lebenden schreibenden Mitglieder. Der Verein „erostepost“ fördert vor allem junge Literatur, die sie oft in Verbindung mit Aktionen und Experimenten präsentiert. Der Verein „prolit“ fördert und vermittelt zeitgenössische Literatur mit Schwerpunkt auf Literatur aus osteuropäischen Ländern und führt kulturelle und soziale Bereiche zusammen (beispielsweise in Schreibwerkstätten mit behinderten Autoren).

## Programm

Der Veranstaltungssaal des Literaturhauses

Als Veranstalter organisiert der Verein „Salzburger Literaturhaus Eizenbergerhof“ Lesungen mit österreichischen und internationalen Schriftstellern, Diskussionen, Hörspiel-, Film- und Vortragsabende, Literatur- und Jazz-Veranstaltungen sowie Ausstellungen. Des Weiteren existiert ein umfangreiches Kinder- und Jugendprogramm mit Lesungen, Workshops und Theater-Veranstaltungen sowie das seit 1995 durchgeführte Festival „Europa der Muttersprachen“, das jeweils im Frühling Literatur und Kultur eines europäischen Sprachgebiets vorstellt (z. B. Baskenland, Albanien und Kosova, Island, Roma und Sinti). Außerdem findet seit 2009 im Herbst unter dem Titel „PENG!“ ein Krimi-Fest mit bekannten Autoren aus dem In- und Ausland statt. Zusammen mit den Veranstaltungen der anderen Einrichtungen im Haus gibt es jährlich im Literaturhaus Salzburg über 250 Veranstaltungen mit rund 15.000 Besuchern. Seit 1991 wurden über 300.000 Besucher bei ca. 5.000 Veranstaltungen mit tausenden Autoren und Künstlern gezählt.
Durch Kooperationen werden Akzente auch außerhalb des Literaturhauses gesetzt, Stipendien und Preise (mit) vergeben, Autoren beraten und Nachwuchs gefördert. Als Mitglied des Netzwerks der Literaturhäuser „literaturhaus.net“ wird seit 2002 jährlich ein deutschsprachiger Autor mit dem Preis der Literaturhäuser ausgezeichnet. Seit 2008 vergibt der Verein gemeinsam mit der Stadt Salzburg das H.C. Artmann-Stipendium, ein mehrmonatiges Artist-in-Residence-Stipendium, das bisher an den deutschen Autor und Übersetzer Stefan Weidner, an den Schweizer Lyriker Armin Senser, an den litauischen Schriftsteller und Kritiker Sigitas Parulskis, an die Berliner Autorin Ruth Johanna Benrath, an die makedonische Dichterin Lidija Dimkovska, an das Südtiroler Talent Gerd Sulzenbacher und an die ukrainischen Autoren Ljubko Deresch und Boris Chersonskij, den Roma-Autor Jovan Nikolić, die österreichische Lyrikerin Sandra Hubinger, die tschechische Autorin Radka Denemarková, Caca Savic, Tanasgol Sabbagh, Henrik Szanto, Tom Schulz und Nasima Sophia Razizadeh verliehen wurde.

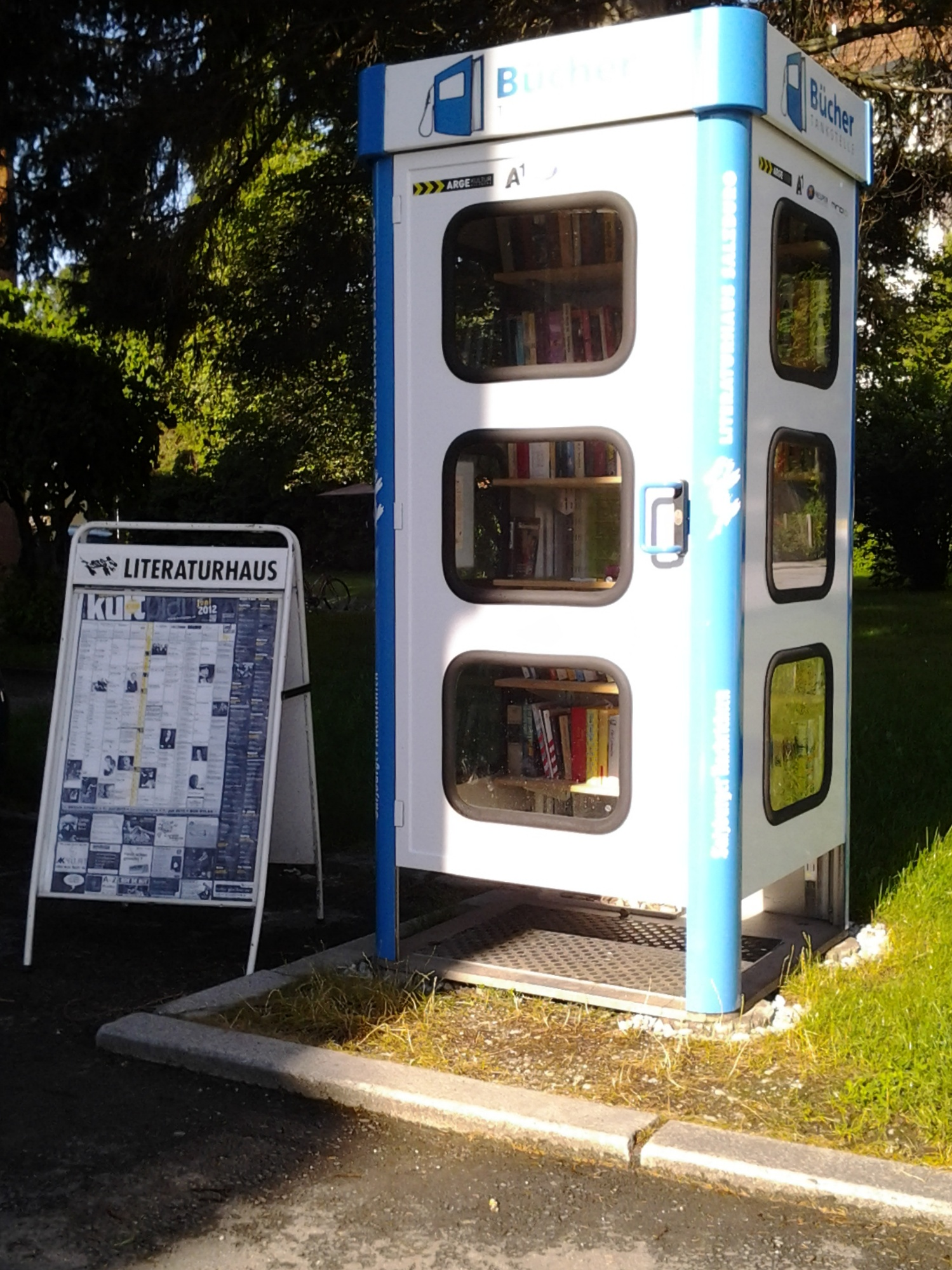
Der öffentliche Bücherschrank vor dem Literaturhaus

Im Haus werden zwei Literaturzeitschriften produziert: „Salz“ (seit 1975, herausgegeben vom Verein Leselampe) dokumentiert das literarische Leben Salzburgs und veröffentlicht Texte internationaler und Salzburger Autoren. Erostepost (seit 1987, herausgegeben vom gleichnamigen Literaturverein) fördert in erster Linie junge deutschsprachige Autoren und vergibt jährlich den Erostepost-Literaturpreis. Der Literaturverein „prolit“ gibt als Kleinverlag in der „Edition Eizenbergerhof“ zeitgenössische österreichische Literatur heraus (von 1992 bis 1996 unter dem Namen „edition prolit“).
2012 wurde vor dem Haus eine sogenannte „Büchertankstelle“ errichtet, eine zu Bücherschränken umgebaute Telefonzelle, die Tag und Nacht unentgeltlich als Tauschplatz für gebrauchte Bücher offensteht. Eine zweite Büchertankstelle wurde vor der ARGEkultur Salzburg aufgestellt.
Das Literaturhaus gestaltet die im Salzburger Freien Radio Radiofabrik 107,5 14-täglich ausgestrahlte Sendung Radio Literaturhaus.

## Ausstellungen (Auswahl)
- 1993 Frauenmantel – Fotografien von Karl Heinrich Waggerl
- 1994 Hervé Guibert: Fotografien
- 1995 Elfriede Jelinek: Trigger your Text – Eine interaktive Computerinstallation
- 1995 Friederike Mayröcker – Ausstellung zu Leben und Werk
- 1996 Thomas Bernhard
- 1996 James Joyce's Dublin – Fotos
- 1997 Jean Luc Cornec: L'age legal
- 1997 Marlen Haushofer – Leben und Werk
- 1997 Fernando Pessoa: Schriftbilder & Fotografien
- 1998 Call me Burroughs – Eine Bild-Biographie
- 1998 Elfriede Jelinek: Echos und Masken
- 1999 Heinz Gappmayr: Visuelle Texte
- 1999 Johannes Freumbichler–Thomas Bernhard – Eine Beziehung
- 2000 Luigi Ghirri: Orizzonti/Horizonte – Fotographien
- 2000 Barbara Gass: Achternbusch – Fotographien
- 2001 Allen Ginsberg: Reality Sandwiches
- 2002 Sigurdur Gudmundsson: Fotos, Poems, Bonbons
- 2002 Matthias Herrmann: Hotel 2001
- 2002 Peter Handke – Fotografien von Thomas Deichmann
- 2003 Die Welt im Alphabet
- 2004 Herta Müller – Textcollagen
- 2005 Marjane Satrapi: Persepolis – Literaturcomic
- 2006 Thomas Bernhard und seine Verlage: Otto Müller – Residenz – Suhrkamp
- 2007 Marko Lipus: Kratzungen – Fotografien
- 2007 Selja Kameric: Bosnian Girl
- 2007 Ilse Aichinger – Fotografien von Stefan Moses
- 2008 Sławomir Mrożek – Alte und neue Zeichnungen
- 2008 Willy Puchner: Illustriertes Fernweh
- 2009 Walter Kappacher: Schilfbilder
- 2009 Die Nase des Sultans – Karikaturen aus der Türkei
- 2010 Christian Thanhäuser: Donau/Balken/Insekten – Skizzenbücher aus 20 Jahren
- 2010 Karl-Markus Gauß: Reisen.Schreiben
- 2011 Pavel Schmidt, Franz Kafka: verschrieben & verzeichnet
- 2011 H. C. Artmann: ich bin der Ort nirgendwo – Zeichnungen und Postkarten des Autors, Fotos von Dieter Gessl, Comic von Walter Fröhlich
- 2012 Blind Date – Polaroid-Fotos von Freddy Langer
- 2012 Jaroslav Rudiš, Jaromír Švejdík: Alois Nebel. Leben nach Fahrplan.
- 2013 Wolfgang Eibl: Postkarten. 1986 – 2012.
- 2013 Dave Lewis: Field Work.
- 2014 Kafka in Komiks – Graphic Novel von Robert Crumb, Chantal Montellier und Jaromír 99, kuratiert von David Zane Mairowitz
- 2014 Bohumil Hrabal zum 100. Geburtstag: Hrabal-Libeň. Fotografien von Ladislav Michálek aus Prag 1968/69
- 2015 Margret Kreidl: Einfache Erklärung. Alphabet der Träume
- 2015 Ulla Diedrichsen: Walk don't walk
- 2015 Serhij Schadan: Dialog/Plakatpoesie, gestaltet von Grafprom
- 2016 SEA CHANGE: A photo documentary about young Europeans (kuratiert vom britischen Fotografen Jocelyn Bain Hogg)
- 2016 Beim Erinnern vergessen: zwei Doku-Ausstellungen zur Geschichte der Roma am Balkan und im Burgenland
- 2016 Ceija Stojka: Während des Gehens verloren wir unser Gesicht
- 2016 Nicolas Mahler: Alice in  Sussex
- 2017 Héctor Germán Oesterheld: Der Mythos Eternauta
- 2017 Yevgenia Belorusets: Die Siege der Besiegten
- 2017 Marko Lipus: 33 Kratzungen – Verfotografierungen
- 2018 Willy Puchner: Fabelhaftes Meer
- 2018 Guillermo Abril & Carlos Spottorno: Der Riss
- 2018 Alfred Hitchcock: Vom Buch zum Film
- 2019 dauerbrenner. 50 Jahre Literaturforum Leselampe
- 2019 Vladimir Sorokin: Das Buch der Opritschniks
- 2019 Shodo. Der Weg des Schreibens
- 2020 Ingeborg Bachmann "Rom, 1962"
- 2020 Streifzüge. Fotografie trifft Literatur
- 2021 Hil de Gard: Wer nicht finden will, muss suchen
- 2021/2022 Sepp Dreissinger: H.C. Artmann
- 2022 Die Hochsee der Ilse Aichinger
- 2023 John Heartfield: DADA ist GROSS
- 2023 Max Blaeulich: Zahn der Zeit

## Partner
Das Literaturhaus Salzburg ist Gründungsmitglied von literaturhaus.net, einem Netzwerk von elf großen Literaturhäusern im deutschen Sprachraum. Das Netzwerk der Literaturhäuser setzt jährlich gemeinsame Schwerpunkte und vergibt jedes Jahr den Preis der Literaturhäuser; Kulturpartner ist der französisch-deutsche TV-Kultursender ARTE, Medienpartner der ORF-Radiosender Ö1 und die Salzburger Nachrichten.
Das Salzburger Literaturhaus ist außerdem Teil des Netzwerks österreichischer Literaturhäuser und Literaturzentren, die seit 2004 gemeinsam das Projekt „mitSprache“ organisieren, und auch Mitglied der IG Kultur Österreich und des Dachverbands Salzburger Kulturstätten.

## Publikationen
- Tomas Friedmann, Peter Fuschelberger, Petra Nagenkögel (Hrsg.): salzburger literatouren, literarische wege durch stadt und land salzburg. Edition Eizenbergerhof, Salzburg 2001.
- Ines Schütz, Veronika Leiner (Hrsg.): best of literaturhaus. Doppel-CD. Edition Eizenbergerhof, Salzburg 2001/2006.